# Miranda (delstat)

Delstaten Mirandas läge i Venezuela

Mirandas flagga

Miranda är en av Venezuelas delstater och är belägen i den norra delen av landet, med kust mot Karibiska havet. Den har 2 857 943 invånare (2007) på en yta av 7 950 km². Administrativ huvudort är Los Teques och den största staden är Petare. Andra stora städer är Baruta, Guarenas, Guatire, Ocumare del Tuy och Santa Lucía. Den större delen av delstatens befolkning är bosatt i storstadsområdet runt Caracas, Venezuelas huvudstad. Delstaten är uppkallad efter den sydamerikanske militären och rebelledaren Francisco de Miranda (1750–1816).
Delstaten skapades 1909.

## Administrativ indelning
Delstaten består av 21 kommuner, municipios, som vidare är indelade i 55 socknar, parroquias. 
Kommuner (med administrativa huvudorter inom parentes):
- Acevedo (Caucagua), Andrés Bello (San José de Barlovento), Baruta (Baruta), Brión (Higuerote), Buroz (Mamporal), Carrizal (Carrizal), Chacao (Chacao), Cristóbal Rojas (Charallave), El Hatillo (El Hatillo), Guaicaipuro (Los Teques), Independencia (Santa Teresa del Tuy), Lander (Ocumare del Tuy), Los Salias (San Antonio de Los Altos), Páez (Río Chico), Paz Castillo (Santa Lucía), Pedro Gual (Cúpira), Plaza (Guarenas), Simón Bolívar (San Francisco de Yare), Sucre (Petare), Urdaneta (Cúa), Zamora (Guatire)